# Kiyoshi Tomizawa
Kiyoshi Tomizawa (Prefectura de Shizuoka, Japó, 3 de desembre de 1943), és un exfutbolista japonès. Va disputar 9 partits amb la selecció japonesa.